# ستيف سيدغويك
ستيف سيدغويك (بالإنجليزية: Steve Sedgwick)‏ هو موظف مدني أسترالي، ولد في 8 فبراير 1950.